# Repas de familles
Pour les articles homonymes, voir Repas de famille et Repas de famille (film).
 (octobre 2024).
Si vous disposez d'ouvrages ou d'articles de référence ou si vous connaissez des sites web de qualité traitant du thème abordé ici, merci de compléter l'article en donnant les références utiles à sa vérifiabilité et en les liant à la section « Notes et références ».
Repas de familles est une émission de télévision culinaire française diffusée sur France 3 du 4 septembre 2010 au 26 décembre 2010.

## Diffusion
L'émission est diffusée le week-end, le samedi et le dimanche à 20 h 10. Elle reprend donc la case occupée ces derniers mois par Cyril Hanouna et Fa Si La Chanter.
Repas de famille est supprimée en catimini en fin d'année 2010 juste après les fêtes de Noël à cause de ses mauvaises audiences enregistrées. Elle est remplacée respectivement par C'est pas sorcier le samedi et par Zorro le dimanche.
Le thème musical de l'émission est Mercy de Duffy.

## Principe
Le programme propose à deux familles, très différentes et qui ne se connaissent pas, de partager un dîner ensemble. Elles vont ouvrir à tour de rôle les portes de leur maison pour passer à table et essayer de partager un bon moment en essayant de s'accepter et de dépasser les préjugés.